# Laguna di Orbetello
Laguna di Orbetello este o arie protejată (arie specială de conservare — SAC, sit de importanță comunitară — SCI, arie de protecție specială avifaunistică — SPA) din Italia întinsă pe o suprafață de 3.694 ha, integral pe uscat.

## Localizare
Centrul sitului Laguna di Orbetello este situat la coordonatele 42°27′35″N 11°13′21″E / 42.459722°N 11.2225°E.

## Înființare
Situl Laguna di Orbetello a fost declarat sit de importanță comunitară în iunie 1995 pentru a proteja 1 specie de plante și 82 de specii de animale. Alte tipuri de protecție:
- arie de protecție specială avifaunistică (în martie 2004)[2]
- arie specială de conservare (în decembrie 2016)[1][3][4]

## Biodiversitate
Situată în ecoregiunea mediteraneană, aria protejată conține 15 habitate naturale: Vegetație anuală la limita mareei, Dune cu vegetație ierboasă Brachypodietalia cu specii anuale, Dune mobile de-a lungul țărmului cu Ammophila arenaria („dune albe”), Dune de coastă cu Juniperus spp., Pajiști umede mediteraneene cu ierburi înalte de Molinio-Holoschoenion, Dune împădurite cu Pinus pinea și/sau Pinus pinaster, Salicornia și alte specii anuale care populează regiunile mlăștinoase și nisipoase, Stepe sărăturate mediteraneene (Limonietalia), Iazuri temporare mediteraneene, Pseudostepă cu ierburi și specii anuale de Thero-Brachypodietea, Păduri de Quercus suber, Dune cu tufărișuri sclerofile Cisto-Lavenduletalia, Lagune de coastă, Tufărișuri halofile mediteraneene și termo-atlantice (Sarcocornetea fruticosi), Pășuni mediteraneene udate de apa mării (Juncetalia maritimi).
La baza desemnării sitului se află mai multe specii protejate:
- plante (1): Gladiolus palustris
- păsări (78): privighetoare-de-baltă (Acrocephalus melanopogon), pescăruș albastru (Alcedo atthis), rață sulițar (Anas acuta), rață pitică (Anas crecca), rață mare (Anas platyrhynchos), gâscă cenușie (Anser anser), fâsă-de-câmp (Anthus campestris), egretă mare (Ardea alba), stârc cenușiu (Ardea cinerea), stârc roșu (Ardea purpurea), stârc galben (Ardeola ralloides), ciuf-de-pădure (Asio otus), rață-cu-cap-castaniu (Aythya ferina), rața moțată (Aythya fuligula), rață roșie (Aythya nyroca), buhai de baltă (Botaurus stellaris), Bubulcus ibis, pasărea ogorului (Burhinus oedicnemus), ciocârlie-cu-degete-scurte (Calandrella brachydactyla), fugaci de țărm (Calidris alpina), fugaci mic (Calidris minuta), bătăuș (Calidris pugnax), caprimulg (Caprimulgus europaeus), prundăraș de sărătură (Charadrius alexandrinus), chirighiță neagră (Chlidonias niger), erete de stuf (Circus aeruginosus), erete vânăt (Circus cyaneus), erete cenușiu (Circus pygargus), Clamator glandarius, dumbrăveancă (Coracias garrulus), egretă mică (Egretta garzetta), Falco biarmicus, șoim de iarnă (Falco columbarius), șoimul rândunelelor (Falco subbuteo), vânturel roșu (Falco tinnunculus), lișiță (Fulica atra), cufundar polar (Gavia arctica), cufundar mic (Gavia stellata), piciorong (Himantopus himantopus), pescăriță mare (Hydroprogne caspia), stârc pitic (Ixobrychus minutus), sfrâncioc roșiatic (Lanius collurio), sfrânciocul cu frunte neagră (Lanius minor), sfrâncioc cu cap roșu (Lanius senator), Larus audouinii, Larus genei, pescăruș-cu-cap-negru (Larus melanocephalus), becațină mică (Lymnocryptes minimus), rață fluierătoare (Mareca penelope), rață pestriță (Mareca strepera), rață catifelată (Melanitta fusca), Mergus serrator, gaia neagră (Milvus migrans), gaia roșie (Milvus milvus), Numenius arquata arquata, culic cu cioc subțire (Numenius tenuirostris), ciuf-pitic (Otus scops), vultur pescar (Pandion haliaetus), viespar (Pernis apivorus), Phalacrocorax aristotelis, cormoran mare (Phalacrocorax carbo), Phoenicopterus ruber, lopătar (Platalea leucorodia), țigănuș (Plegadis falcinellus), ploier auriu (Pluvialis apricaria), corcodel-urechiat (Podiceps auritus), corcodel-cu-gât-negru (Podiceps nigricollis), ciocântors (Recurvirostra avosetta), Spatula clypeata, rață cârâitoare (Spatula querquedula), chiră de baltă (Sterna hirundo), chiră mică (Sternula albifrons), Sylvia conspicillata, silvie de tufiș (Sylvia undata), călifar alb (Tadorna tadorna), chiră de mare (Thalasseus sandvicensis), fluierar negru (Tringa erythropus), fluierarul cu picioare roșii (Tringa totanus)
- pești (1): Aphanius fasciatus
- reptile (3): șarpele cu patru dungi (Elaphe quatuorlineata), țestoasa de baltă (Emys orbicularis), țestoasă bănățeană (Testudo hermanni)

Pe lângă speciile protejate, pe teritoriul sitului au mai fost identificate 10 specii de plante, 1 specie de păsări, 3 specii de amfibieni, 2 specii de mamifere, 10 specii de nevertebrate, 4 specii de reptile.